# 黃蜂女
黃蜂女（英語：Wasp），本名為珍妮特·汎戴茵（Janet van Dyne），是出現在驚奇漫畫中的虛構超級英雄。由史丹·李（Stan Lee）及杰克·科比（Jack Kirby）所創作，首次出現於《驚異故事》（Tales to Astonish）第44期（1963年六月）。在1964年，她成為了驚奇漫畫的英雄聯盟復仇者的創始成員。在2011年5月，黄蜂女在IGN的100个顶尖漫画英雄中排名第九十九。她在《Comics Buyer's Guide》的漫画100位最性感女性中排名第九十四。2013年，黄蜂女在Marvel.com的50位最伟大的复仇者成员中排名第五。

## 人物
珍妮特·汎戴茵出生於美國紐澤西州，因為其父親維農·汎戴茵（Vernon Van Dyne）博士的成功，她曾經是一個驕縱且自我中心的大小姐，但在維農博士某次失敗的實驗中，從維農博士所開啟的異次元通道衝出的凶狠魔物殺了他。珍妮特逃離了魔物的追擊並向其父親的好友，初代「蟻人」漢克·皮姆求救。漢克為了幫助她而利用生物製程在珍妮特的背上植入了黃蜂的翅膀，同時給了她可以操作身體大小的「皮姆粒子」。珍妮特跟漢克最後成功地將魔物送回了其所屬的次元，從此之後，珍妮特就作為漢克的助手跟他一起行動。

## 其他媒體

### 電影
- 在動畫電影《終極復仇者》及《終極復仇者2》中，黃蜂女由格蕾·德萊勒配音。

《天雷爭霸：復仇者聯盟》及《漫威未來 - 復仇者聯盟》中，由水橋香織配音。
- 漫威電影宇宙：由蜜雪兒·菲佛飾演初代黃蜂女珍妮特·汎戴茵，海莉·洛薇特（英语：Hayley Lovitt）飾演年輕版；伊凡潔琳·莉莉飾演第二代黃蜂女荷普·汎戴茵。
  - 《蟻人》（2015年）
  - 《蟻人與黃蜂女》（2018年）：在片尾彩蛋中因薩諾斯打下响指而灰飛煙滅。
  - 《復仇者聯盟：終局之戰》（2019年）：因浩克打下响指而復活，並在東尼·史塔克的喪禮中出現。
  - 《蟻人與黃蜂女：量子狂熱》（2023年）

### 遊戲
- 《漫威：未來之戰》：手機遊戲，黃蜂女是玩家可使用角色之一。2018年七月的更新中，第二代黃蜂女納迪婭也成了玩家可使用的角色之一。
- 《漫威超級戰爭》